# Bundesstraße 39
Pour les articles homonymes, voir B39 et Route 39.
La Bundesstraße 39 (abrégé en B 39) est une Bundesstraße reliant Frankenstein à Mainhardt.

## Localités traversées
- Frankenstein
- Lambrecht
- Neustadt an der Weinstraße
- Spire
- Hockenheim
- Walldorf
- Wiesloch
- Sinsheim
- Heilbronn
- Weinsberg
- Mainhardt